# Светска банка
Светска банка (енгл. World Bank) је међународна организација, основана децембра 1945. године која је одговорна за обезбеђивање финансија и давање савета земљама како би се повећао економски развој и смањило сиромаштво, али и очувале међународне инвестиције. Седиште се налази у Вашингтону, а локалне канцеларије постоје у 124 земље. Састоји се од две институције: Међународне банке за обнову и развој (IBRD), и Међународне асоцијације за развој (IDA). Светска банка је компонента Групе светске банке.
Званично објављени циљ Светске банке је смањење сиромаштва. Међутим, према њеним Члановима споразума, све њене одлуке морају бити усмерене на посвећеност промоцији страних улагања и међународне трговине, као и олакшавању капиталних инвестиција.

## Историја Светске банке
Светска банка основана је 1944. године. Од тада па до данас Светска банка се проширила из једне институције у блиско повезану групу од 5 развојних институција, као што су : Међународно удружење за развој, Међународна финансијска корпорација (ИФЦ), Мултилатерална агенција за гарантовање (МИГА), Међународни центар за решавање инвестиционих спорова (ИЦСИД) и Светска банка. У исто време настаје и Међународни монетарни фонд (ММФ). Светска банка и Међународни монетарни фонд су обе са седиштем у Вашингтону, и блиско сарађују једни са другима.
Иако су многе земље представљене на конференцији у Бретон Вудсу, САД и Велика Британија су најмоћнији у присуству и доминирали су преговорима.

### 1944–1974
Пре 1974, кредити за реконструкцију и развој које је обезбедила Светска банка су били релативно мали. Особље банке било је свесно потребе успостављања поверења у банку. Фискални конзервативизам је владао, и захтеви за кредит су морали да испуњавају строге критеријуме.‍:56–60
Прва земља која је добила зајам Светске банке била је Француска. Председник банке у то време, Џон Маклој, изабрао је Француску уместо два друга подносиоца пријаве, Пољску и Чиле. Зајам је био за 250 милиона америчких долара, половину тражене суме, и дошао је са строгим условима. Француска је морала да се сложи да припреми уравнотежен буџет и да прида приоритет отплати дуга Светској банци над другим владама. Особље Светске банке је пажљиво пратило коришћење средстава како би се уверило да француска влада испуњава услове. Поред тога, пре одобрења кредита, стејт департмент је наложио француској влади да њени чланови који су повезани са комунистичком партијом би прво требало да буду уклоњени. Француска влада се сложила и уклонила комунистичку коалициону владу - такозвани трипартит. У року од неколико сати, одобрен је зајам за Француску.‍:288, 290–291
Кад је Маршалов план ступио на снагу 1947. године, многе европске земље су почеле да примају помоћ из других извора. Суочена са овом конкуренцијом, Светска банка је померила свој фокус на неевропске земље. До 1968, њени зајмови су били намењени за извођење инфраструктурних радова, као што су луке, аутопутеви и електране, који би произвели довољно прихода да омогући земљи зајмопримаоца враћање кредита. Године 1960. је формирана Међународна асоцијација за развој (за разлику од Специјалног фонда Уједињених нација за економски развој - СУНФЕД) која је пружала меке зајмове (испод тржишне каматне стопе) земљама у развоју.

### 1974–1980
Од 1974 до 1980 банка се концентрисала на испуњавање основних потреба људи у земљама у развоју. Величина и број зајмова је знатно увећана будући да су циљеви задуживања проширени са инфраструктуре у социјалне услуге и друге секторе.
Ове промене се могу приписати Роберту Макнамари, који је именован за председништво 1968. године одлуком Линдона Џонсона.‍:60–63 Макнамара замолио банкарског ризничара Јуџина Ротберга да тражи нове изворе капитала изван северних банака које су биле примарни извори финансирања. Ротберг је користио глобално тржиште обвезница да повећа капитал који је доступан банци. Једна последица периода ублажавања сиромаштва је био брз раст дуга Трећег света. Од 1976. до 1980. дуг земаља у развоју растао је просечном годишњом стопом од 20%.
Године 1980. је успостављен Управни суд Светске банке да одлучује у споровима између Групе Светске банке и њеног особља у случајевима тврдњи о непоштовању уговора о запошљавању или услова именовања на функцију.

### 1980–1989
Године 1980. Макнамара је уступио место Олдену Клаузену кога је номиновао амерички председник Џими Картер. Клаузен је заменио многе чланове Макнамариног особља и направио је другачији акценат мисије. Његова одлука из 1982. да замени главног економисту банке, Халис Ченери, са Аном Кругер је пример тог новог фокуса. Кругер је била позната по њеном критицизму финансирања развоја и по описивању влада Трећег света као „земље које траже закуп”.
Током 1980-тих банка је наглашавала кредитирање сервисирања дуга Трећег света, и политике структуралног прилагођавања дизајниране да се рационализују економије земаља у развоју. УНИЦЕФ је известио током касних 1980-тих да су програми структуралног прилагођавања Светске банке били одговорни за „редуковане здравствене, нутриционе и образовне нивое десетине милиона деце у Азији, Латинској Америци и Африци”.

### 1989–садашњост
Почевши од 1989, као одговор на оштре критике многих група, банка је почела са укључивањем група за заштиту животне средине и невладиних организација у зајмове ради ублажавање ранијих ефеката својих развојних политика које су изазвале критике.‍:93–97 Такође је формирала имплементациону агенцију, у складу са Монтреалским протоколима, да би се зауставило оштећење озонског слоја Земљине атмосфере путем укидања употребе 95% хемикалија које оштећују озонски омотач, са циљним датумом 2015. године. Од тада, у складу са својих такозваних „Шест стратешких тема”, банка је успоставила различите додатне регулације ради заштите животне средине уз промовисање развоја. На пример, 1991. године банка је најавила да ради заштите од дефорестације, посебно у Амазону, неће финансирати никакве комерцијалне сече или инфраструктурне пројекте који штете околини.
У циљу промовисања глобалних јавних добара, Светска банка покушава да контролише заразне болести попут маларије, испоручујући вакцине у неколико делова света и придружујући се превентивним снагама. Године 2000. банка је објавила „рат против АИДС-а”, а 2011. банка се придружила партнерству за заустављање туберкулозе.
Традиционално, на темељу прећутног разумевања између Сједињених Држава и Европе, председник Светске банке је увек био изабран међу кандидатима које су номиновале Сједињене Државе. Године 2012, по први пут, два кандидата који нису САД грађани су била номинована.
Дана 23. марта 2012, САД председник Барак Обама најавио је да ће Сједињене Државе номиновати Џим Јонг Кима као следећег председника банке. Он је изабран 27. априла 2012.

## Мисија Светске банке
Светска банка даје помоћ земљама света, како финансијску тако и у виду савета како да повећају свој економски развој, да избегну сиромаштво и очувају међународне инвестиције.
Седиште Светске банке је у Вашингтону, а локалне канцеларије постоје у 124 земље.
У периоду након 2000. године активности које финансира Светска банка су биле у складу са Миленијумским циљевима развоја дефинисаним до 2015. године. За постављене циљеве било је дефинисано шест критеријума који морају бити испуњени: јачи и инклузивни раст у Африци и нестабилним државама, више напора у здравству и образовању, интегрисање развоја и заштите животне средине, више и боље помоћи, кретање на трговинским преговорима, и јачи и више фокусиран подршка од мултилатералних институција попут Светске банке.

## Листа директора Светске банке
- Кристофер Виллоугхби, Сукцесивно Јединица шеф, начелник Одељење, а директор Одељење за операције евалуацију (1970—1976)Генерални директор
- Мервин Л. Веинер, Прво, операције Евалуација (1975—1984)
- Ив Ровани, генерални директор, операција Евалуација (1986—1992)
- Роберт Пицциотто, генерални директор, операција Евалуација (1992—2002)
- Грегори К. Инграм, генерални директор, операција Евалуација (2002—2005)
- Томас Винод, генерални директор, Евалуација (2005—2011)
- Каролина Хајдер, генерални директор, Евалуација (2011-данас)

## Чланови
Међународна банка за обнову и развој (IBRD) има 189 земаља чланица, док Међународна асоцијација за развој (IDA) има 173 члана. Свака земља чланица IBRD треба исто тако да буде члан Међународног монетарног фонда (IMF) и само члановима IBRD је дозвољено да се придруже другим институцијама унутар банке (као што је IDA).

### Гласачка моћ
Године 2010. гласачке моћи Светске банке су биле ревидирана како би се повећали гласачки удели земаља у развоју, нарочито Кине. Земље са највише гласачке моћи сада су Сједињене Државе (15,85%), Јапан (6,84%), Кина (4,42%), Немачка (4,00%), Велика Британија (3,75%), Француска (3,75%), Индија (2,91%), Русија (2,77%), Саудијска Арабија (2,77%) и Италија (2,64%). Према променама познатим као „Реформа гласа - фаза 2“, земље осим Кине које су забележиле значајне добитке обухватале су Јужну Кореју, Турску, Мексико, Сингапур, Грчку, Бразил, Индију и Шпанију. Гласачка моћ већине развијених земаља је смањена, заједно са неколико земаља у развоју, попут Нигерије. Гласачке моћи Сједињених Држава, Русије и Саудијске Арабије су непромењене.
Промене су извршене с циљем да се гласање учини универзалнијим у погледу стандарда, засновано на правилима са објективним индикаторима и транспарентно, између осталог. Сада, земље у развоју имају већи утицај у гласачком моделу, што је посебно подржала Европа. Поред тога, гласачка моћ је заснована на економској величини као и доприносима Међународној асоцијацији за развој.

## Табела одобрења
Следећа табела наводи 15 највиших ДАЦ петоцифрених сектора којима је Светска банка доделила средства, као што је наведено у њеним публикацијама Иницијативе за транспарентност међународне помоћи (ИАТИ). Светска банака наводи на вебсајту ИАТИ регистра да ће додељене суме „покрити 100% of ИБРД и ИДА развојних токова” али да други развојни токови неће бити покривени.
|                                                  | Наменско финансирање (УС$ милиона) | Наменско финансирање (УС$ милиона) | Наменско финансирање (УС$ милиона) | Наменско финансирање (УС$ милиона) | Наменско финансирање (УС$ милиона) | Наменско финансирање (УС$ милиона) | Наменско финансирање (УС$ милиона) | Наменско финансирање (УС$ милиона) | Наменско финансирање (УС$ милиона) | Наменско финансирање (УС$ милиона) | Наменско финансирање (УС$ милиона) | Наменско финансирање (УС$ милиона) |
| Сектор                                           | Пре 2007                           | 2007                               | 2008                               | 2009                               | 2010                               | 2011                               | 2012                               | 2013                               | 2014                               | 2015                               | 2016                               | Сума                               |
| ------------------------------------------------ | ---------------------------------- | ---------------------------------- | ---------------------------------- | ---------------------------------- | ---------------------------------- | ---------------------------------- | ---------------------------------- | ---------------------------------- | ---------------------------------- | ---------------------------------- | ---------------------------------- | ---------------------------------- |
| Друмски транспорт                                | 4,654.2                            | 1,993.5                            | 1,501.8                            | 5,550.3                            | 4,032.3                            | 2,603.7                            | 3,852.5                            | 2,883.6                            | 3,081.7                            | 3,922.6                            | 723.7                              | 34,799.8                           |
| Друштвене/ социјалне услуге                      | 613.1                              | 208.1                              | 185.5                              | 2,878.4                            | 1,477.4                            | 1,493.2                            | 1,498.5                            | 2,592.6                            | 2,745.4                            | 1,537.7                            | 73.6                               | 15,303.5                           |
| Електрични пренос / дистрибуција                 | 1,292.5                            | 862.1                              | 1,740.2                            | 2,435.4                            | 1,465.1                            | 907.7                              | 1,614.9                            | 395.7                              | 2,457.1                            | 1,632.2                            | 374.8                              | 15,177.8                           |
| Управљање јавним финансијама                     | 334.2                              | 223.1                              | 499.7                              | 129.0                              | 455.3                              | 346.6                              | 3,156.8                            | 2,724.0                            | 3,160.5                            | 2,438.9                            | 690.5                              | 14,158.6                           |
| Железнички транспорт                             | 279.3                              | 284.4                              | 1,289.0                            | 912.2                              | 892.5                              | 1,487.4                            | 841.8                              | 740.6                              | 1,964.9                            | 1,172.2                            | −1.6                               | 9,862.5                            |
| Рурални развој                                   | 335.4                              | 237.5                              | 382.8                              | 616.7                              | 2,317.4                            | 972.0                              | 944.0                              | 177.8                              | 380.9                              | 1,090.3                            | −2.5                               | 7,452.4                            |
| Урбани развој и управљање                        | 261.2                              | 375.9                              | 733.3                              | 739.6                              | 542.1                              | 1,308.1                            | 914.3                              | 258.9                              | 747.3                              | 1,122.1                            | 212.2                              | 7,214.9                            |
| Услуге и институције пословне подршке            | 113.3                              | 20.8                               | 721.7                              | 181.4                              | 363.3                              | 514.0                              | 310.0                              | 760.1                              | 1,281.9                            | 1,996.0                            | 491.3                              | 6,753.7                            |
| Енергетска политика и административно управљање  | 102.5                              | 243.0                              | 324.9                              | 234.2                              | 762.0                              | 654.9                              | 902.1                              | 480.5                              | 1,594.2                            | 1,001.8                            | 347.9                              | 6,648.0                            |
| Пољопривредни водни ресурси                      | 733.2                              | 749.5                              | 84.6                               | 251.8                              | 780.6                              | 819.5                              | 618.3                              | 1,040.3                            | 1,214.8                            | 824.0                              | −105.8                             | 7,011.0                            |
| Децентрализација и подршка поднационалној влади  | 904.5                              | 107.9                              | 176.1                              | 206.7                              | 331.2                              | 852.8                              | 880.6                              | 466.8                              | 1,417.0                            | 432.5                              | 821.3                              | 6,597.3                            |
| Спречавање несрећа и спремност                   | 66.9                               | 2.7                                | 260.0                              | 9.0                                | 417.2                              | 609.5                              | 852.9                              | 373.5                              | 1,267.8                            | 1,759.7                            | 114.2                              | 5,733.5                            |
| Санитаризација - велики системи                  | 441.9                              | 679.7                              | 521.6                              | 422.0                              | 613.1                              | 1,209.4                            | 268.0                              | 55.4                               | 890.6                              | 900.8                              | 93.9                               | 6,096.3                            |
| Снабдевање водом - велики системи                | 646.5                              | 438.1                              | 298.3                              | 486.5                              | 845.1                              | 640.2                              | 469.0                              | 250.5                              | 1,332.4                            | 609.9                              | 224.7                              | 6,241.3                            |
| Здравствена политика и административно управљање | 661.3                              | 54.8                               | 285.8                              | 673.8                              | 1,581.4                            | 799.3                              | 251.5                              | 426.3                              | 154.8                              | 368.1                              | 496.0                              | 5,753.1                            |
| Друго                                            | 13,162.7                           | 6,588.3                            | 8,707.1                            | 11,425.7                           | 17,099.5                           | 11,096.6                           | 16,873.4                           | 13,967.1                           | 20,057.6                           | 21,096.5                           | 3,070.3                            | 140,074.5                          |
| Укупно                                           | 24,602.6                           | 13,069.4                           | 17,712.6                           | 27,152.6                           | 33,975.6                           | 26,314.8                           | 34,248.6                           | 27,593.9                           | 43,748.8                           | 41,905.2                           | 7,624.5                            | 297,948.5                          |